# Дендропарк (Кропивницький)
Дендропа́рк (до 2016 року — парк ім. 50-річчя Жовтня) — приватний комерційний парк відпочинку з атракціонами та зеленою зоною, парк-пам'ятка садово-паркового мистецтва місцевого значення в Україні. Розташований у місті Кропивницький, на захід від центральної частини міста, між вулицями Академіка Тамма, Волкова та Євгена Тельнова. 
Площа парку становить 44,2 га. Статус надано згідно з рішенням Кіровоградського облвиконкому № 233 від 09.06.1971 року і рішенням Кіровоградського облвиконкому № 213 від 06.06.1972 року.

## Історія
1958 року на околиці Кропивницького було створено мальовничий парк, який став легенями міста, окрасою та популярним місцем для відпочинку жителів. Було висаджено близько 50 видів дерев та кущів. На території парку створено невелику зону з атракціонами для розваг і відпочинку населення. На момент відкриття в парку було 7 атракціонів.

## Сучасність
2001 року почалось відродження паркової зони. За мету було взято створення ландшафту зеленої зони, реєстрація наявних атракціонів і придбання нових, побудувати дитячих майданчиків і місця відпочинку. Дендропарк створено для забезпечення повноцінного відпочинку всіх вікових груп населення. 
У 2006 році в Дендропарк привезли 10 італійських атракціонів. У дендропарку працює[коли?] понад 40 атракціонів. які розділяють на 3 категорії: дитячі, сімейні та екстремальні. Усі атракціони відповідають технічним стандартам і проходять державну сертифікацію. Атракціони поділяються на три умовні групи: дитячі, сімейні й екстремальні. 
2007 року побудовано стаціонарну криту сцену. До кожного свята дендропарк готує для гостей розважальні програми. Улітку тут регулярно проходять концерти та різноманітні виступи, культурно-розважальні та спортивно-оздоровчі заходи, акції «Молодь проти наркотиків», «День миру», акції безкоштовного відвідування атракціонів дітьми-інвалідами та сиротами. На території парку також працюють заклади харчування з українською, італійською та японською кухнею. 
2022 року в Дендропарку було відкрито Аквадендропарк з басейнами для дорослих та дітей. 
Узимку парк також працює. В грудні 2022 року вперше запрацювала ковзанка просто неба. Для всіх відвідувачів парку з обох боків розважальної зони організовано два майданчики для паркування, що охороняються.

## Галерея

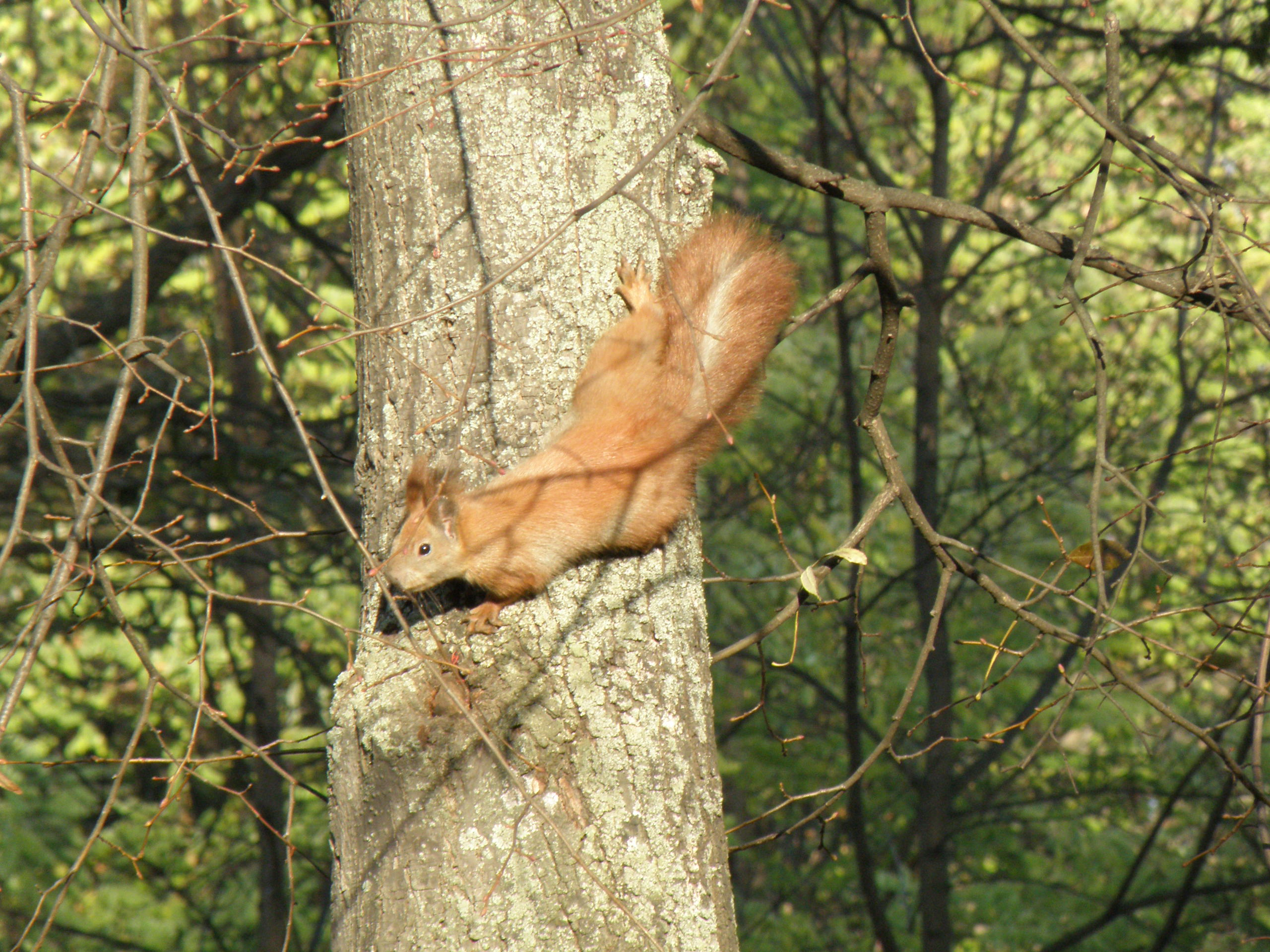
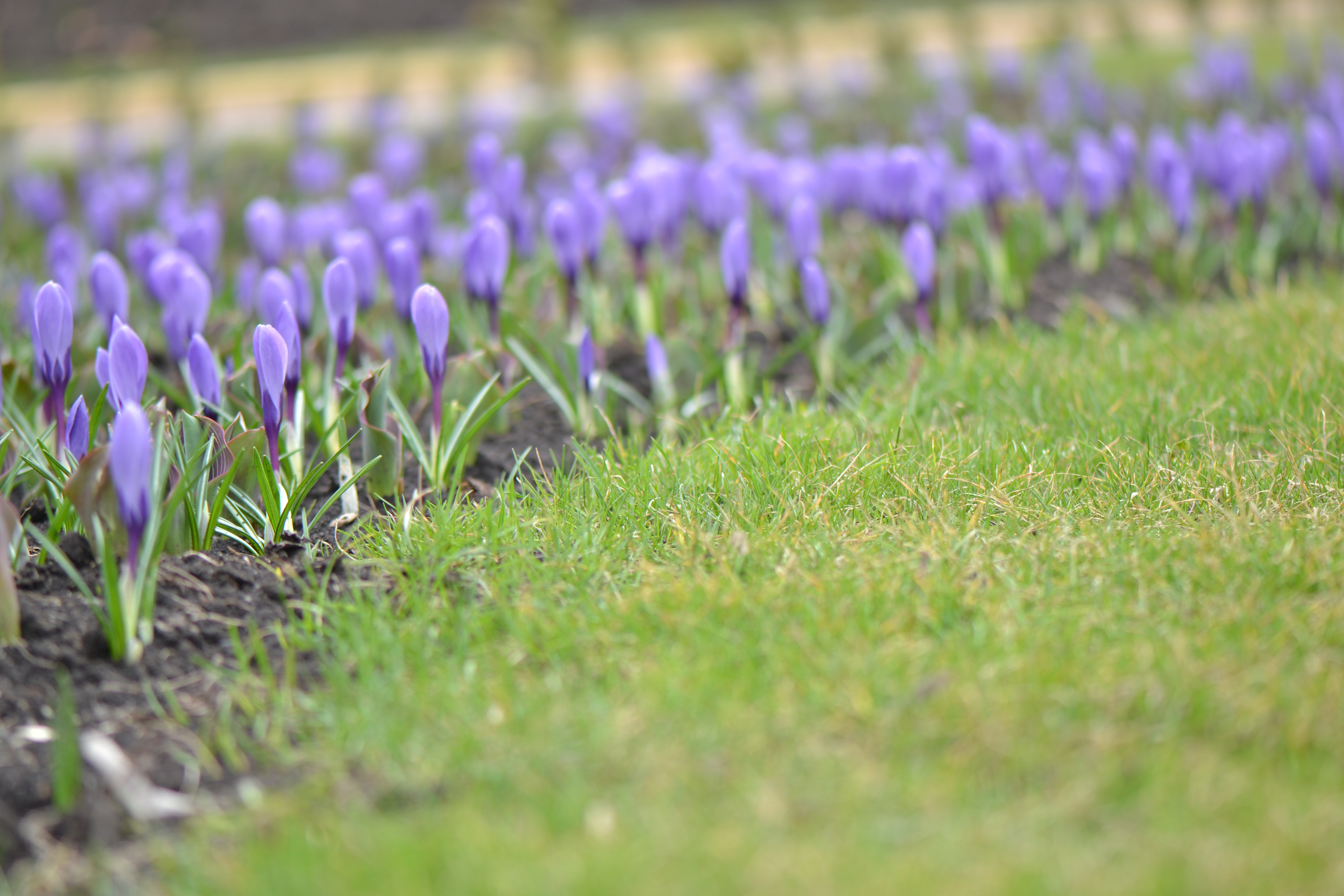
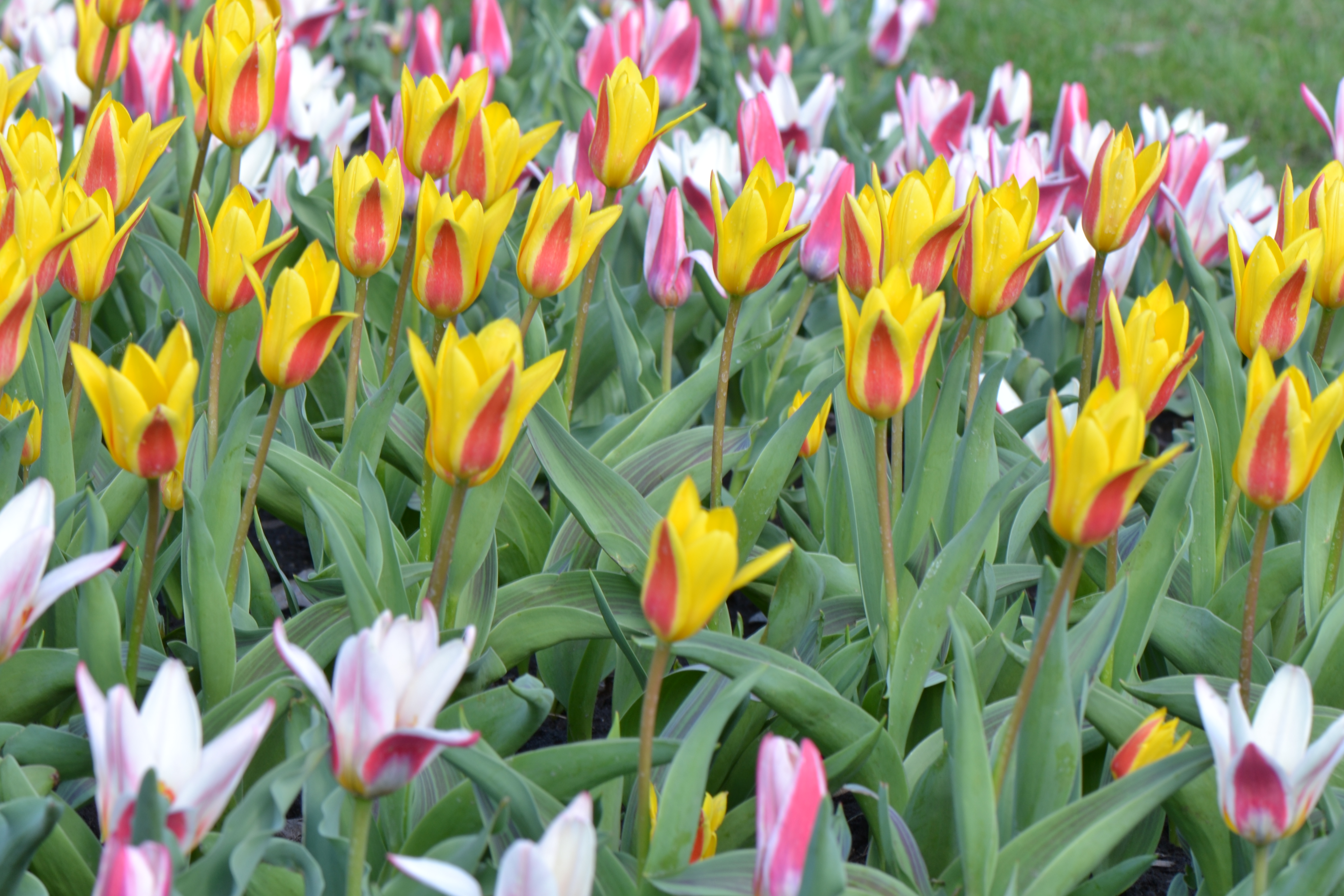
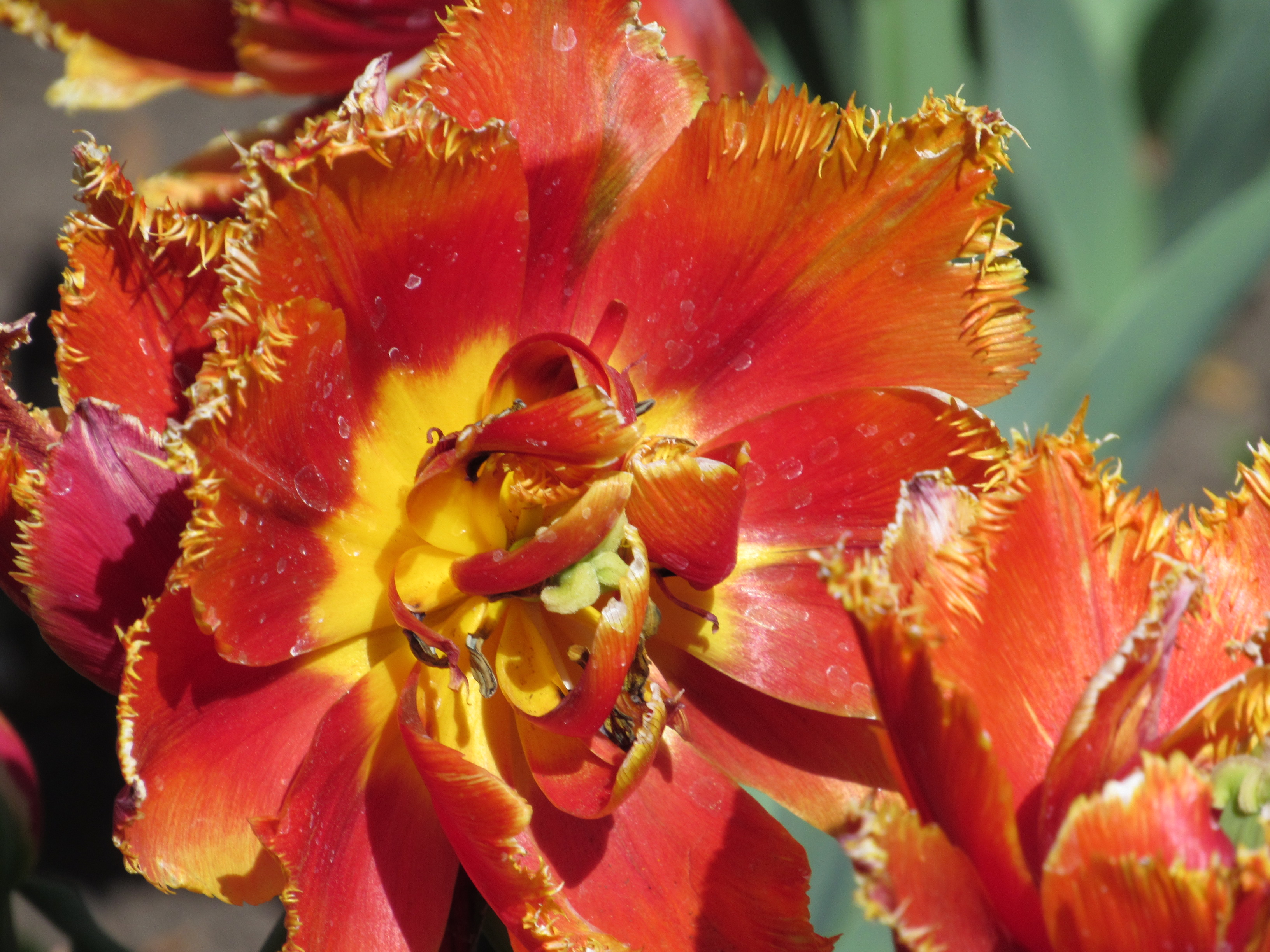
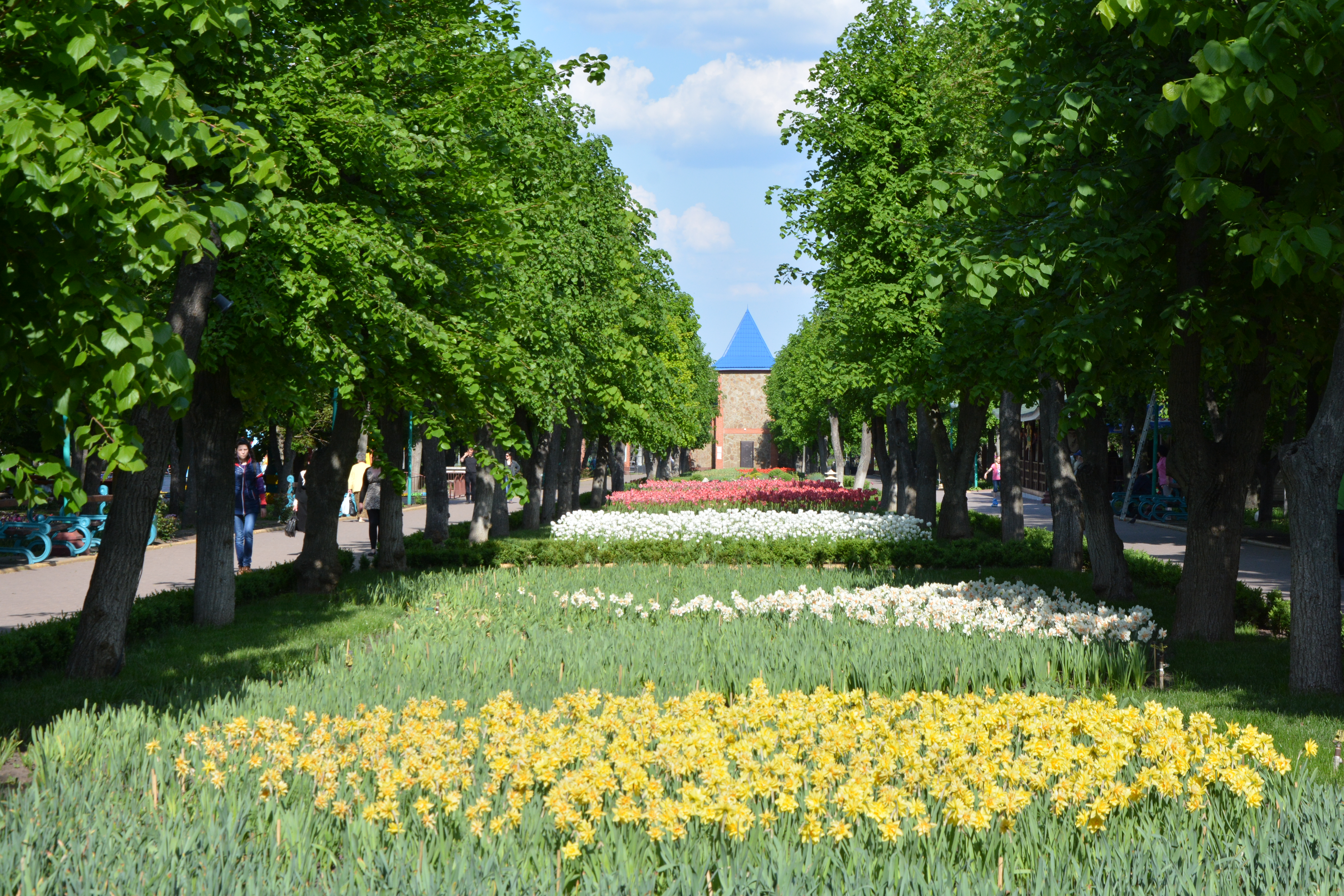
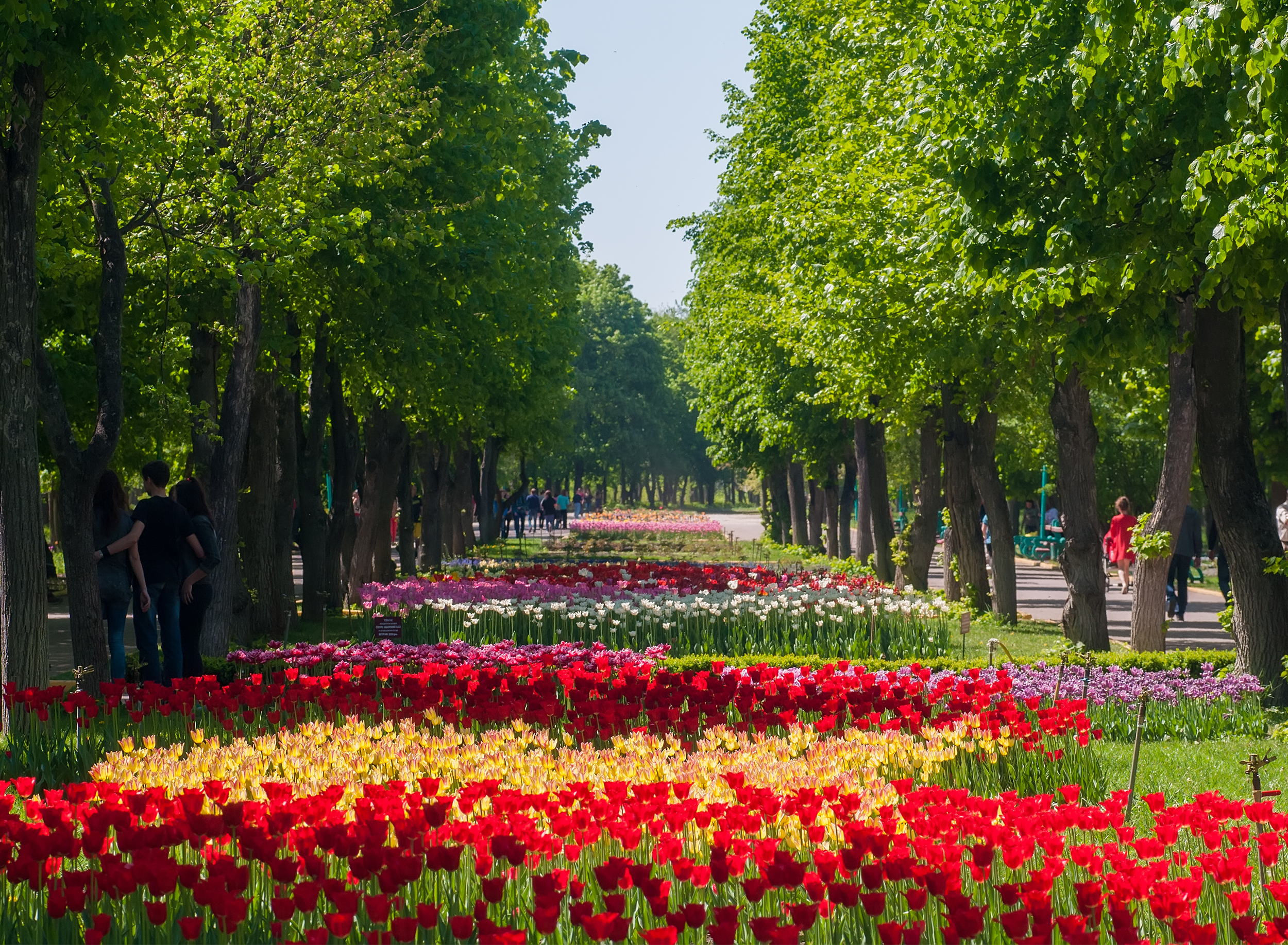
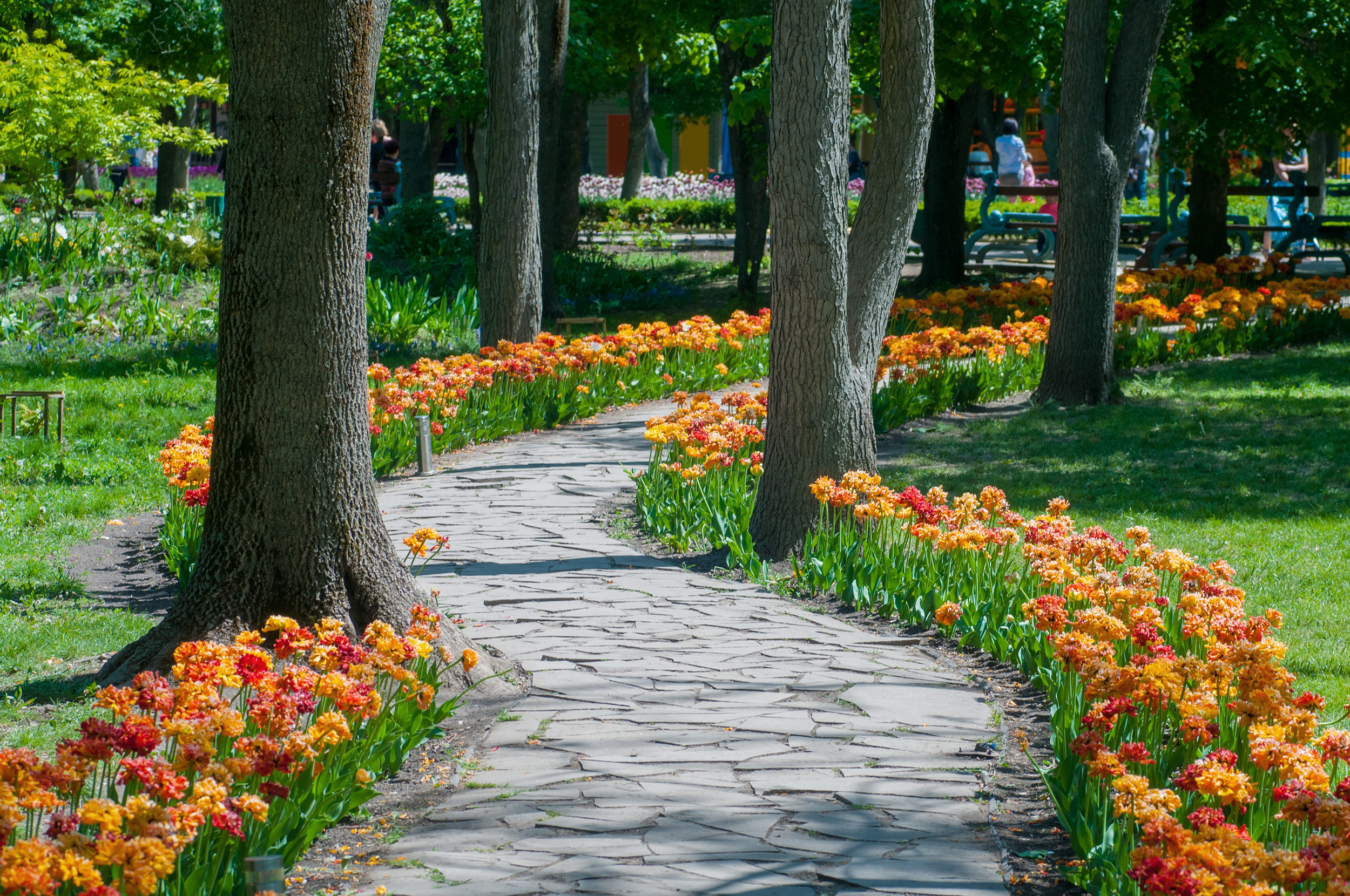
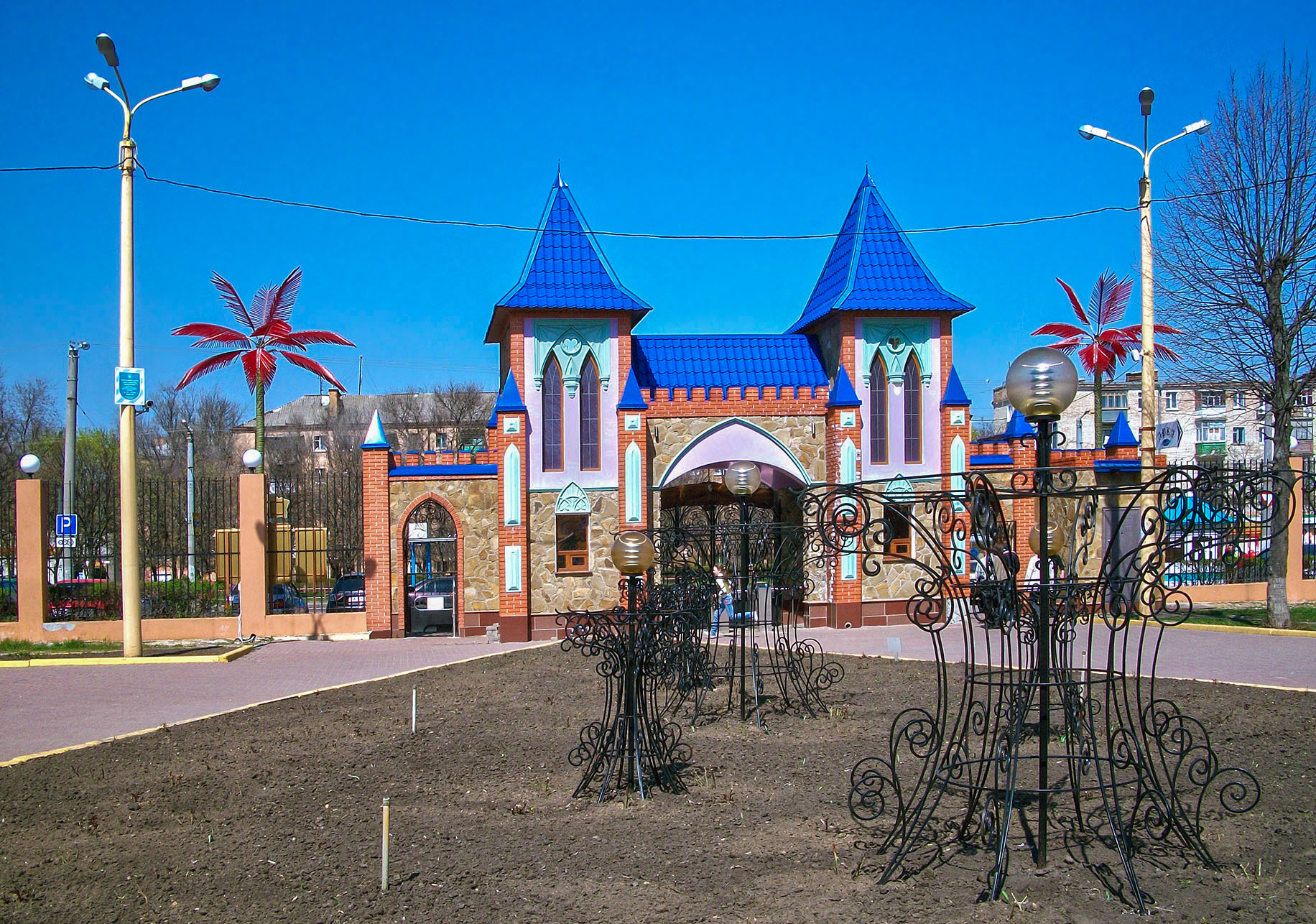
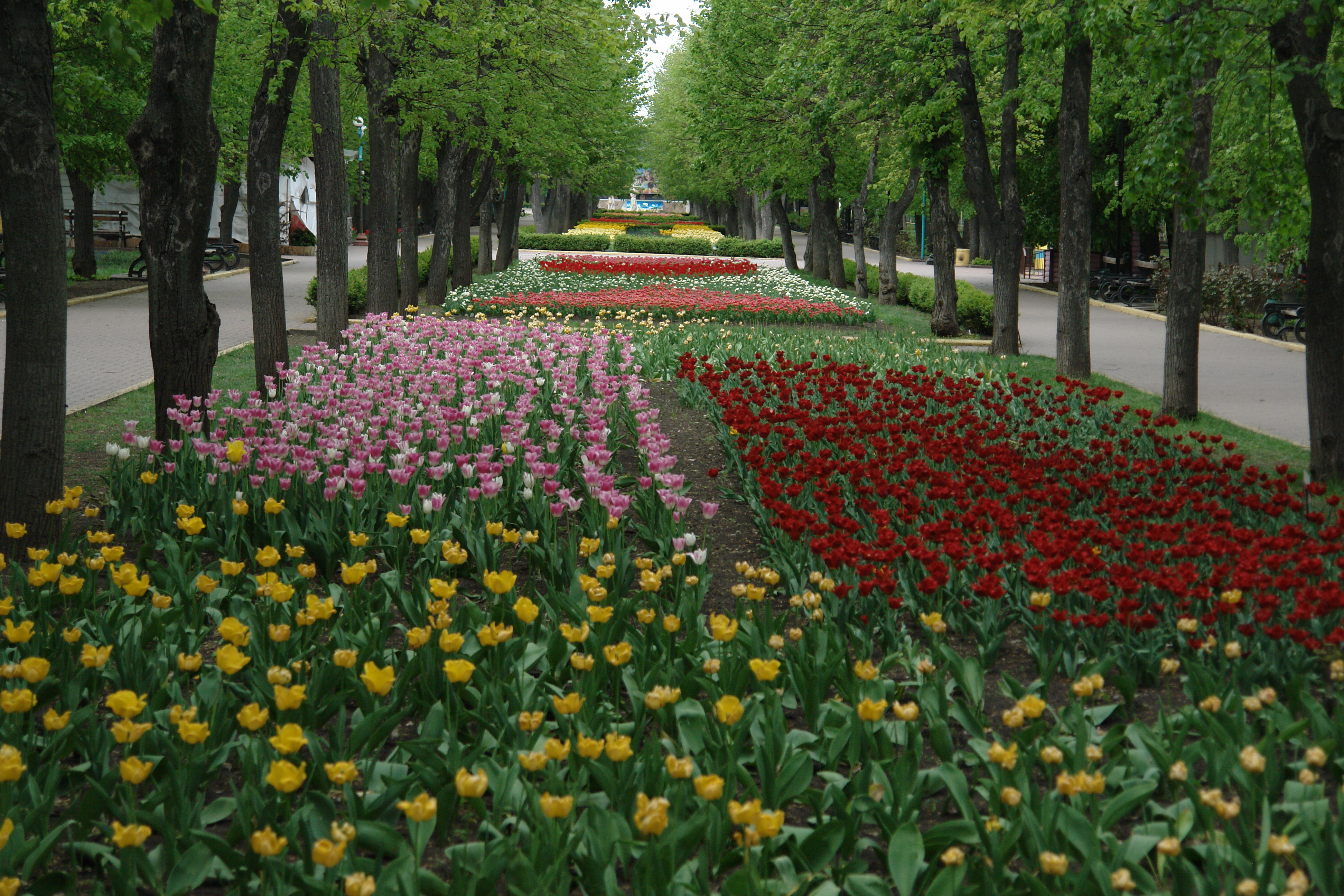
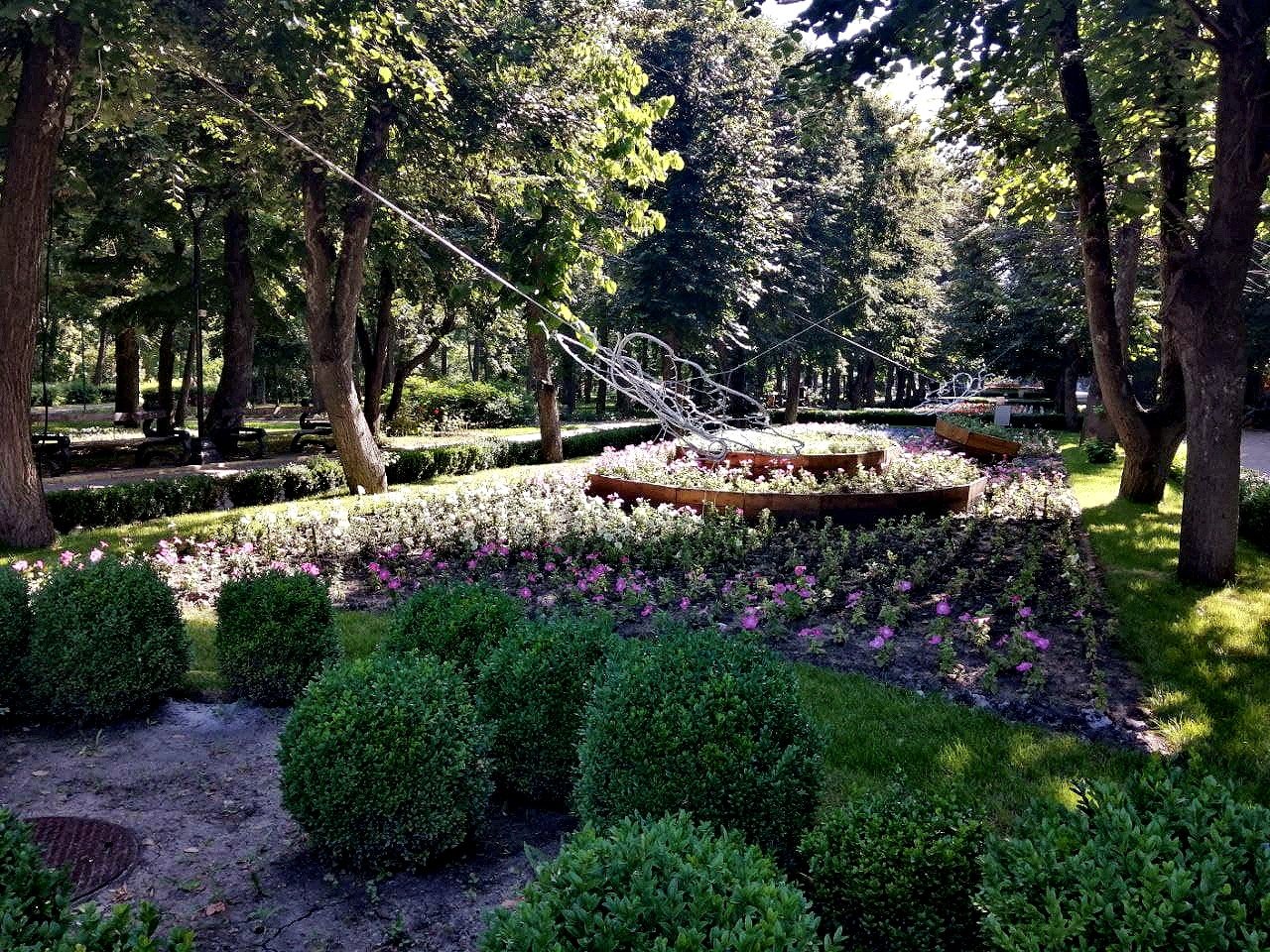
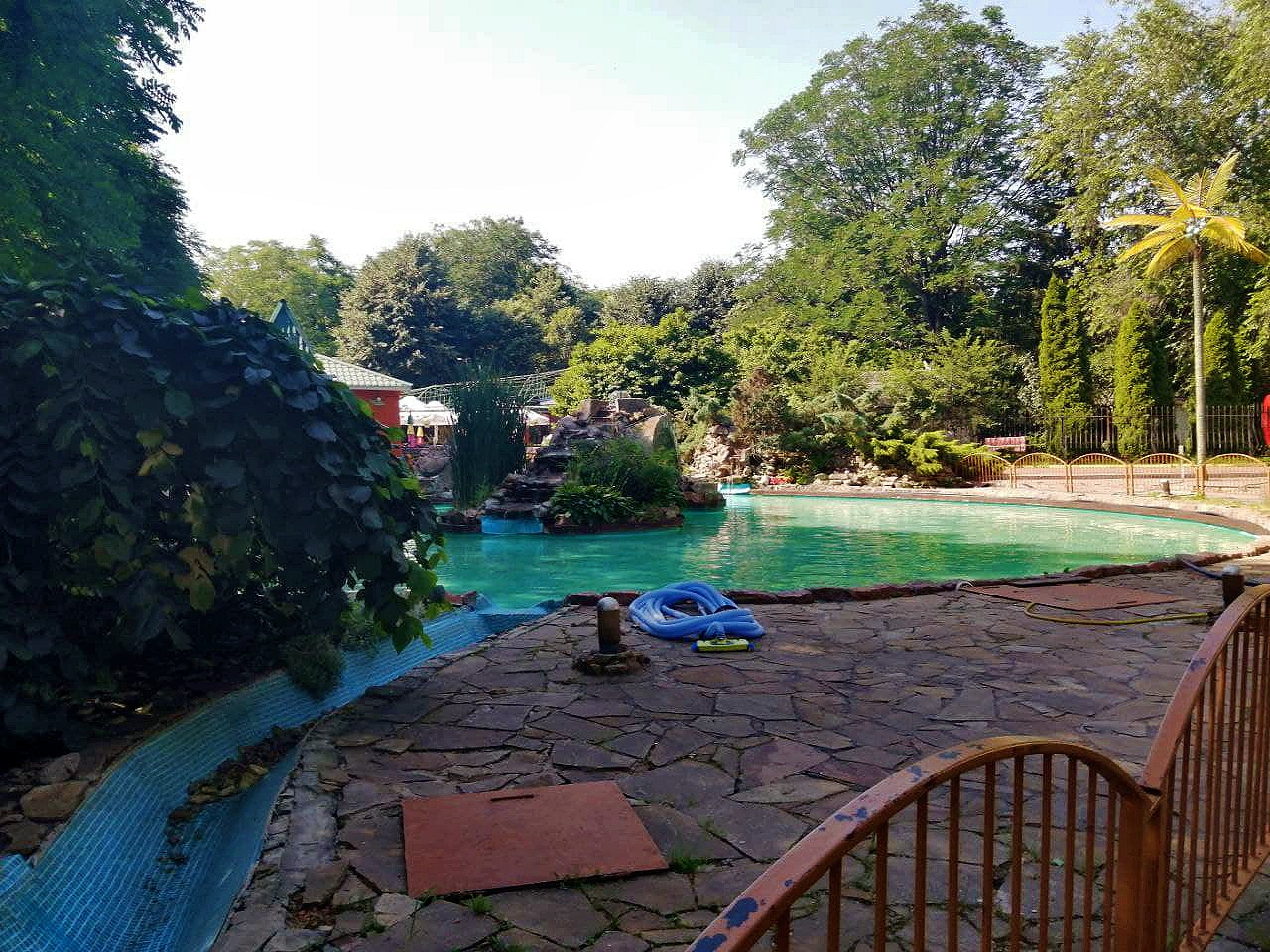
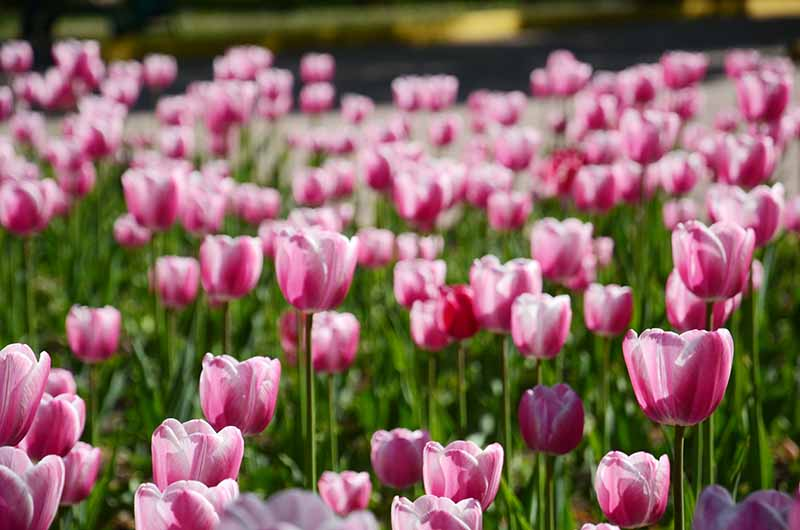
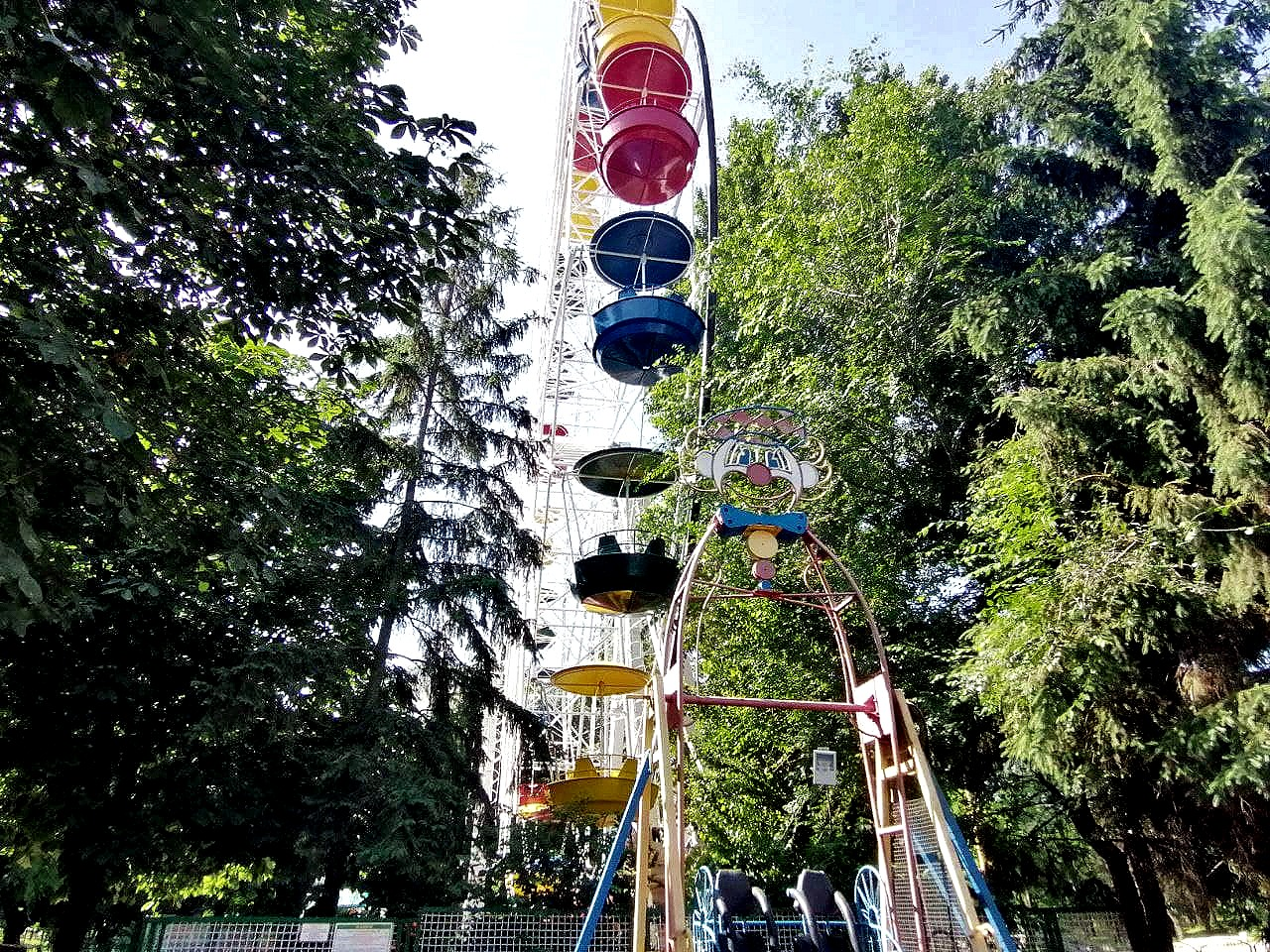
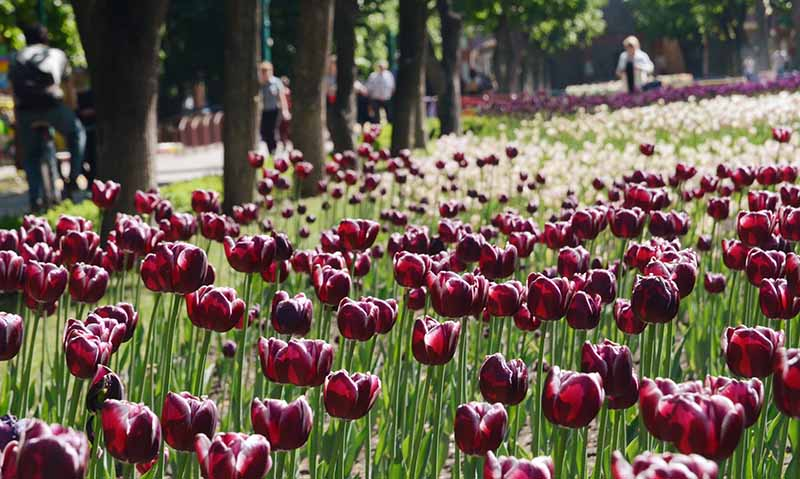
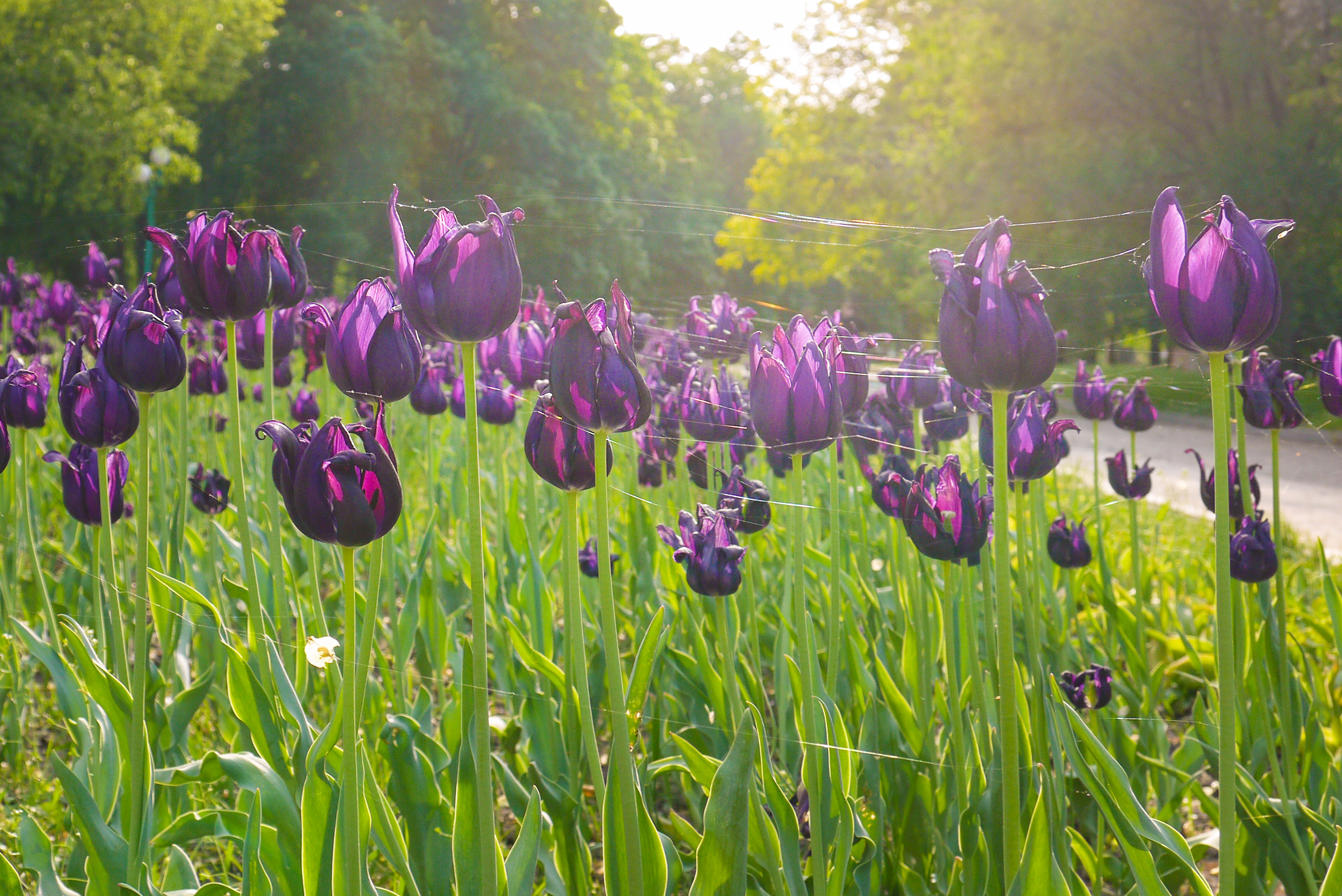